# Anschlagkotten
Der Anschlagkotten war ein Schleifkotten an der Wupper in der bergischen Großstadt Solingen. Der nach 1895 abgerissene Kotten befand sich ungefähr an der Stelle, an der heute am Rande des Müngstener Brückenparks die Schwebefähre die Wupper quert.

## Lage
Der Anschlagkotten befand sich im heute dicht bewaldeten Wuppertal auf dem Abschnitt zwischen Müngsten im Norden und Burg im Süden am Westufer des Flusses Wupper. Der Fluss bildet in diesem Abschnitt die Stadtgrenze zu Remscheid. An der Stelle der Wüstung des Kottens, in Sichtweite zur Müngstener Brücke, mündet der Dorperhofer Siefen in die Wupper. Von der einstigen Schleifkottenanlage ist heute nichts mehr erhalten, in unmittelbarer Nähe führt die Schwebefähre über die Wupper. An der Wüstung des Kottens vorbei verläuft ein Wanderweg, der Müngsten und Burg miteinander verbindet.
Benachbarte Orte sind bzw. waren (von Nord nach West): Müngsten, Schaltkotten, Küppelstein, Arnsberger Kotten, Dorperhof, Wieden, Krahenhöhe und Schaberg.

## Geschichte
Der Anschlagkotten, am Fuße des Anschlagsbergs gelegen, entstand erst nach dem Jahr 1715. Es handelte sich um eine Doppelkottenanlage mit Innen- und Außenkotten, die allerdings nur über ein schwaches Wuppergefälle verfügte. Dennoch wurde ein breites Programm verarbeitet: Schwerter und Klingen für Solinger Abnehmer, aber auch Remscheider Ware, darunter Sägen und Schlittschuhe.:112–113
Der im 18. Jahrhundert entstandene Kotten wurde in den Ortsregistern der Honschaft Dorp innerhalb des Amtes Solingen geführt. Die Topographische Aufnahme der Rheinlande von 1824 verzeichnet den Kotten unbeschriftet, die Preußische Uraufnahme von 1844 verzeichnet ihn als Schl. In der Topographischen Karte des Regierungsbezirks Düsseldorf von 1871 ist er hingegen nicht verzeichnet. In der Karte des Landmessers August Hofacker aus dem Jahre 1898 ist der Kotten als Anschlagsk. verzeichnet.
Der Anschlagkotten gehörte nach Gründung der Mairien und späteren Bürgermeistereien zur Bürgermeisterei Dorp, die im Jahre 1856 das Stadtrecht erhielt, und lag dort in der Flur IV. Dorp. Die Bürgermeisterei beziehungsweise Stadt Dorp wurde nach Beschluss der Dorper Stadtverordneten zum 1. Januar 1889 mit der Stadt Solingen vereinigt. Damit wurde der Ort ein Teil Solingens.
Bereits im Jahre 1880 war der Innenkotten größtenteils abgebrannt. Den weiter in Betrieb befindlichen Außenkotten zerstörte später ein Hochwasser. Auch der Außenkotten brannte 1895 aus, er wurde nach 1895 abgerissen.:112–113 Der Ort liegt seither brach. In unmittelbarer Nähe zu der Wüstung wurde 2006 im Zuge der Errichtung des Müngstener Brückenparks eine Schwebefähre über die Wupper eröffnet, die dort auch über ein kleines Fährhaus verfügt.